# Mokhomba
Mokhomba is een dorp in het district Southern in Botswana. De plaats telt 959 inwoners (2011).